# Chan Parker
Chan Parker (als Beverly Dolores Berg; * 29. Juni 1925 in New York; † 9. September 1999 in Étampes, Frankreich) war die Witwe der US-amerikanischen Jazz-Saxophonisten Charlie Parker und Phil Woods sowie Schriftstellerin.

## Leben und Wirken
Chan Parker (die sich vor ihrer Heirat auch Chan Richardson nannte) hatte jüdische Vorfahren und wurde im Musikermilieu groß. Ihr Vater war der Produzent von Vaudevilleshows; ihre Mutter war Tänzerin in Florenz Ziegfelds Midnight Frolic-Revue und Garderobenfrau im Cotton Club. Später hatte sie eine Pension, in der viele Bop-Musiker wohnten. Mit 18 Jahren war Chan Parker ein großer Jazzfan und lernte so den 23-jährigen Charlie „Bird“ Parker kennen, der sich auf dem Höhepunkt seiner Karriere befand. Chan brachte eine Tochter, Kim, mit in die Ehe, nach der Parker später eine Komposition benennen sollte. Sie hatten zusammen zwei Kinder, den Sohn Baird und die Tochter Pree, die 1951 geboren wurde und schon früh 1954 verstarb, was eine Tragödie für Parker war und mit dazu führte, dass sie beide sich auseinanderlebten. Die Ehe war nicht offiziell, auch wenn Charlie Parker sie als seine Ehefrau betrachtete. Er war noch in dritter Ehe mit Doris verheiratet, was nach dem Tod von Parker zu Problemen führte (ihre Absichten bei der Beisetzung von Parker wurden überstimmt, auch wenn sie als common-law wife in der ersten Reihe bei den Trauerfeierlichkeiten in der Kirche saß) und auch im späteren Erbstreit. Beim Tod von Parker war sie mittellos. Die Sammlung beim Trauerkonzert war für die beiden Kinder; die Frau Arlene von Gerry Mulligan sammelte aber daneben für Chan nach dem Trauerkonzert.
Nach Charlie Parkers Tod im Jahr 1955 heiratete sie später den – stark von Parker beeinflussten – Saxophonisten Phil Woods. Ab 1959 lebten die beiden vorwiegend in Frankreich. Für die Jazzkultur ist Chan Parker vor allem durch ihre Erinnerungsbücher von großer Bedeutung; in ihren Büchern To Bird with Love (1981, mit Francis Paudras) und ihrer Autobiographie My Life in E Flat (1999) beschreibt sie u. a. ihren Kampf gegen die Selbstzerstörung ihres Mannes durch die Drogen- und Alkoholsucht und die Rassenvorurteile, mit denen das Paar konfrontiert war. In dem 1987 erschienenen belgischen Dokumentarfilm Bird Now kommt sie in Interviews zu Wort. Chan Parker arbeitete auch mit Clint Eastwood bei der Vorbereitung zu dessen Film "Bird" (1988) zusammen. Ihre Rolle in dem Film wird von Diane Venora gespielt.